# Lijst van mariene ecoregio's
Dit is een lijst van mariene ecoregio's. Een mariene ecoregio is een gebied in de zeeën en oceaan met een homogene samenstelling van daarin levende soorten zoals gedefinieerd door The Nature Conservancy en het World Wide Fund for Nature (WWF). De mariene ecoregio's zijn gegroepeerd in mariene provincies, die op hun beurt in mariene rijken gegroepeerd zijn.

## Marien rijk Arctica
1. Arctica (geen mariene provincies gedefinieerd)
1. Mariene ecoregio Noordelijk Groenland
2. Mariene ecoregio Noordelijk en Oostelijk IJsland
3. Mariene ecoregio Oostelijk Groenlands Plat
4. Mariene ecoregio Westelijk Groenlands Plat
5. Mariene ecoregio Noordelijke Grand Banks-Zuidelijk Labrador
6. Mariene ecoregio Noordelijk Labrador
7. Mariene ecoregio Baffinbaai-Straat Davis
8. Mariene ecoregio Hudson Complex
9. Mariene ecoregio Lancasterzeestraat
10. Mariene ecoregio Hoge Arctische Archipel
11. Mariene ecoregio Beaufort-Amundsen-Viscount Melville-Koningin Maud
12. Mariene ecoregio Beaufortzee - continentale kust en plat
13. Mariene ecoregio Tsjoektsjenzee
14. Mariene ecoregio Oostelijke Beringzee
15. Mariene ecoregio Oost-Siberische Zee
16. Mariene ecoregio Laptevzee
17. Mariene ecoregio Karazee
18. Mariene ecoregio Noordelijke en Oostelijke Barentszzee
19. Mariene ecoregio Witte Zee

## Marien rijk Gematigde Noordelijke Atlantische Oceaan
2. Mariene provincie Noordelijke Europese Zeeën
20. Mariene ecoregio Zuidelijk en Westelijk IJsland
21. Mariene ecoregio Faeröerplateau
22. Mariene ecoregio Zuidelijk Noorwegen
23. Mariene ecoregio Noordelijk Noorwegen en Finnmark
24. Mariene ecoregio Baltische Zee
25. Mariene ecoregio Noordzee
26. Mariene ecoregio Keltische Zee
3. Mariene provincie Lusitania
27. Mariene ecoregio Zuid-Europees Atlantisch Plat
28. Mariene ecoregio Saharaanse Opwelling
29. Mariene ecoregio Azoren, Canarische Eilanden en Madeira
4. Mariene provincie Middellandse Zee
30. Mariene ecoregio Adriatische Zee
31. Mariene ecoregio Egeïsche zee
32. Mariene ecoregio Levantijnse Zee
33. Mariene ecoregio Tunesisch Plateau/Golf van Sidra
34. Mariene ecoregio Ionische Zee
35. Mariene ecoregio Westelijke Middellandse Zee
36. Mariene ecoregio Alboránzee
5. Mariene provincie Koude Gematigde Noordwestelijke Atlantische Oceaan
37. Mariene ecoregio Saint Lawrencebaai-Oostelijk Scotiaplat
38. Mariene ecoregio Zuidelijke Grand Banks-Zuidelijk Newfoundland
39. Mariene ecoregio Scotiaplat
40. Mariene ecoregio Golf van Maine/Fundybaai
41. Mariene ecoregio Virginia
6. Mariene provincie Warme Gematigde Noordwestelijke Atlantische Oceaan
42. Mariene ecoregio Carolina's
43. Mariene ecoregio Noordelijke Golf van Mexico
7. Mariene provincie Zwarte Zee
44. Mariene ecoregio Zwarte Zee

## Marien rijk Gematigde Noordelijke Stille Oceaan
8. Mariene provincie Koude Gematigde Noordwestelijke Stille Oceaan
45. Mariene ecoregio Zee van Ochotsk
46. Mariene ecoregio Kamtsjatkakust en -plat
47. Mariene ecoregio Oyashiostroom
48. Mariene ecoregio Noordoostelijk Honshu
49. Mariene ecoregio Japanse Zee
50. Mariene ecoregio Gele Zee
9. Mariene provincie Warme Gematigde Noordwestelijke Stille Oceaan
51. Mariene ecoregio Kuroshiostroom
52. Mariene ecoregio Oost-Chinese Zee
10. Mariene provincie Koude Gematigde Noordoostelijke Stille Oceaan
53. Mariene ecoregio Aleoeten
54. Mariene ecoregio Golf van Alaska
55. Mariene ecoregio Noord-Amerikaans Pacifisch Fjordland
56. Mariene ecoregio Puget Trough/Straat van Georgia
57. Mariene ecoregio Oregon-, Washington- en Vancouverkust en Plat
58. Mariene ecoregio Noordelijk Californië
11. Mariene provincie Warme Gematigde Noordoostelijke Stille Oceaan
59. Mariene ecoregio Southern California Bight
60. Mariene ecoregio Cortés
61. Mariene ecoregio Magdalena Transitie

## Marien rijk Tropische Atlantische Oceaan
12. Mariene provincie Tropische Noordwestelijke Atlantische Oceaan
62. Mariene ecoregio Bermuda
63. Mariene ecoregio Bahama's
64. Mariene ecoregio Oostelijke Caraïben
65. Mariene ecoregio Grote Antillen
66. Mariene ecoregio Zuidelijke Caraïben
67. Mariene ecoregio Zuidwestelijke Caraïben
68. Mariene ecoregio Westelijke Caraïben
69. Mariene ecoregio Zuidelijke Golf van Mexico
70. Mariene ecoregio Florida
13. Mariene provincie Noordelijk Braziliaans Plat
71. Mariene ecoregio Guyana
72. Mariene ecoregio Amazonia
14. Mariene provincie Tropische Zuidwestelijke Atlantische Oceaan
73. Mariene ecoregio Sint-Pieter-en-Sint-Paulusrotsen
74. Mariene ecoregio Fernando de Noronha en Atol das Rocas
75. Mariene ecoregio Noordoostelijk Brazilië
76. Mariene ecoregio Oostelijk Brazilië
77. Mariene ecoregio Trindade en Martim Vaz
15. Mariene provincie Sint-Helena en Ascension
78. Mariene ecoregio Sint-Helena en Ascension
16. Mariene provincie West-Afrikaanse Transitie
79. Mariene ecoregio Kaapverdië
80. Mariene ecoregio Sahel-opwelling
17. Mariene provincie Golf van Guinee
81. Mariene ecoregio Westelijke Golf van Guinee
82. Mariene ecoregio Opwelling Golf van Guinee
83. Mariene ecoregio Centrale Golf van Guinee
84. Mariene ecoregio Eilanden Golf van Guinee
85. Mariene ecoregio Zuidelijke Golf van Guinee
86. Mariene ecoregio Angola

## Marien rijk Westelijke Indo-Pacific
18. Mariene provincie Rode Zee en Golf van Aden
87. Mariene ecoregio Noordelijke en Centrale Rode Zee
88. Mariene ecoregio Zuidelijke Rode Zee
89. Mariene ecoregio Golf van Aden
19. Mariene provincie Somalië/Arabië
90. Mariene ecoregio Perzische Golf
91. Mariene ecoregio Golf van Oman
92. Mariene ecoregio Westelijke Arabische Zee
93. Mariene ecoregio Centrale Somalische Kust
20. Mariene provincie Westelijke Indische Oceaan
94. Mariene ecoregio Noordelijke Indische moessonstroomkust
95. Mariene ecoregio Oost-Afrikaanse Koraalkust
96. Mariene ecoregio Seychellen
97. Mariene ecoregio Cargados Carajos/Tromelin
98. Mariene ecoregio Mascarenen
99. Mariene ecoregio Zuidoostelijk Madagaskar
100. Mariene ecoregio Westelijk en Noordelijk Madagaskar
101. Mariene ecoregio Sofalabaai/Moeraskust
102. Mariene ecoregio Delagoa
21. Mariene provincie West- en Zuid-Indiaas Plat
103. Mariene ecoregio Westelijk India
104. Mariene ecoregio Zuidelijk India en Sri Lanka
22. Mariene provincie Eilanden Centrale Indische Oceaan
105. Mariene ecoregio Malediven
106. Mariene ecoregio Chagosarchipel
23. Mariene provincie Golf van Bengalen
107. Mariene ecoregio Oostelijk India
108. Mariene ecoregio Noordelijke Golf van Bengalen
24. Mariene provincie Andamanen
109. Mariene ecoregio Andamanen en Nicobaren
110. Mariene ecoregio Andamanse Zee Koraalkust
111. Mariene ecoregio Westelijk Sumatra

## Marien rijk Centrale Indo-Pacific
25. Mariene provincie Zuid-Chinese Zee
112. Mariene ecoregio Golf van Tonkin
113. Mariene ecoregio Zuidelijk China
114. Mariene ecoregio Oceanische eilanden Zuid-Chinese Zee
26. Mariene provincie Sundaplat
115. Mariene ecoregio Golf van Thailand
116. Mariene ecoregio Zuidelijk Vietnam
117. Mariene ecoregio Sundaplat/Javazee
118. Mariene ecoregio Straat Malakka
27. Mariene provincie Transitioneel Java
119. Mariene ecoregio Zuidelijk Java
120. Mariene ecoregio Cocos-Keeling/Christmaseiland
28. Mariene provincie Zuidelijke Kuroshiostroom
121. Mariene ecoregio Zuidelijke Kuroshiostroom
29. Mariene provincie Tropische Noordwestelijke Stille Oceaan
122. Mariene ecoregio Ogasawara-eilanden
123. Mariene ecoregio Marianen
124. Mariene ecoregio Oostelijke Carolinen
125. Mariene ecoregio Westelijke Carolinen
30. Mariene provincie Westelijke Koraaldriehoek
126. Mariene ecoregio Palawan/Noord-Borneo
127. Mariene ecoregio Oostelijke Filipijnen
128. Mariene ecoregio Celebeszee/Straat Makassar
129. Mariene ecoregio Halmahera
130. Mariene ecoregio Papoea
131. Mariene ecoregio Bandazee
132. Mariene ecoregio Kleine Sunda-eilanden
133. Mariene ecoregio Noordoostelijk Sulawesi
31. Mariene provincie Oostelijke Koraaldriehoek
134. Mariene ecoregio Bismarckzee
135. Mariene ecoregio Salomonarchipel
136. Mariene ecoregio Salomonzee
137. Mariene ecoregio Zuidoostelijk Papoea-Nieuw-Guinea
32. Mariene provincie Sahulplat
138. Mariene ecoregio Golf van Papoea
139. Mariene ecoregio Arafurazee
140. Mariene ecoregio Arnhemkust naar Golf van Carpentaria
141. Mariene ecoregio Bonapartekust
33. Mariene provincie Noordoost-Australische Plat
142. Mariene ecoregio Straat Torres en Noordelijk Groot Barrièrerif
143. Mariene ecoregio Centraal en Zuidelijk Groot Barrièrerif
34. Mariene provincie Noordwest-Australische Plat
144. Mariene ecoregio Exmouth naar Broome
145. Mariene ecoregio Ningaloo
35. Mariene provincie Tropische Zuidwestelijke Stille Oceaan
146. Mariene ecoregio Tonga-eilanden
147. Mariene ecoregio Fiji-eilanden
148. Mariene ecoregio Vanuatu
149. Mariene ecoregio Nieuw-Caledonië
150. Mariene ecoregio Koraalzee
36. Mariene provincie Lord Howe-eiland en Norfolk
151. Mariene ecoregio Lord Howe-eiland en Norfolk

## Marien rijk Oostelijke Indo-Pacific
37. Mariene provincie Hawaï
152. Mariene ecoregio Hawaï
38. Mariene provincie Marshall-, Gilbert- en Ellice-eilanden
153. Mariene ecoregio Marshalleilanden
154. Mariene ecoregio Gilbert- en Ellice-eilanden
39. Mariene provincie Centraal-Polynesië
155. Mariene ecoregio Line Islands
156. Mariene ecoregio Phoenix/Tokelau/Noordelijke Cookeilanden
157. Mariene ecoregio Samoa-eilanden
40. Mariene provincie Zuidoost-Polynesië
158. Mariene ecoregio Tuamotu
159. Mariene ecoregio Rapa-Pitcairn
160. Mariene ecoregio Zuidelijke Cookeilanden/Australeilanden
161. Mariene ecoregio Genootschapseilanden
41. Mariene provincie Marquesas
162. Mariene ecoregio Marquesas
42. Mariene provincie Paaseiland
163. Mariene ecoregio Paaseiland

## Marien rijk Tropische Oostelijke Stille Oceaan
43. Mariene provincie Tropische Oostelijke Stille Oceaan
164. Mariene ecoregio Revillagigedos
165. Mariene ecoregio Clipperton
166. Mariene ecoregio Mexicaanse Tropische Stille Oceaan
167. Mariene ecoregio Chiapas-Nicaragua
168. Mariene ecoregio Nicoya
169. Mariene ecoregio Cocoseilanden
170. Mariene ecoregio Golf van Panama
171. Mariene ecoregio Guayaquil
44. Mariene provincie Galapagos
172. Mariene ecoregio Noordelijke Galapagoseilanden
173. Mariene ecoregio Oostelijke Galapagoseilanden
174. Mariene ecoregio Westelijke Galapagoseilanden

## Marien rijk Gematigd Zuid-Amerika
45. Mariene provincie Warme Gematigde Zuidoostelijke Stille Oceaan
175. Mariene ecoregio Centraal Peru
176. Mariene ecoregio Humboldtstroom
177. Mariene ecoregio Centraal Chili
178. Mariene ecoregio Araucanía
46. Mariene provincie Juan Fernández en Desventuradas
179. Mariene ecoregio Juan Fernández en Desventuradas
47. Mariene provincie Warme Gematigde Zuidwestelijke Atlantische Oceaan
180. Mariene ecoregio Zuidoostelijk Brazilië
181. Mariene ecoregio Rio Grande
182. Mariene ecoregio Río de la Plata
183. Mariene ecoregio Uruguay-Buenos Aires Plat
48. Mariene provincie Magelhaen
184. Mariene ecoregio Noord-Patagonische Golven
185. Mariene ecoregio Patagonische Plat
186. Mariene ecoregio Falklandeilanden
187. Mariene ecoregio Kanalen en Fjorden van Zuidelijk Chili
188. Mariene ecoregio Chiloense
49. Mariene provincie Tristan Gough
189. Mariene ecoregio Tristan Gough

## Marien rijk Gematigd Zuidelijk Afrika
50. Mariene provincie Benguela
190. Mariene ecoregio Namib
191. Mariene ecoregio Namaqua
51. Mariene provincie Agulhas
192. Mariene ecoregio Agulhasbank
193. Mariene ecoregio Natal
52. Mariene provincie Amsterdam-Saint-Paul
194. Mariene ecoregio Amsterdam-Saint-Paul

## Marien rijk Gematigd Australazië
53. Mariene provincie Noordelijk Nieuw-Zeeland
195. Mariene ecoregio Kermadec-eiland
196. Mariene ecoregio Noordoostelijk Nieuw-Zeeland
197. Mariene ecoregio Three Kings-North Cape
54. Mariene provincie Zuidelijk Nieuw-Zeeland
198. Mariene ecoregio Chatham Island
199. Mariene ecoregio Centraal Nieuw-Zeeland
200. Mariene ecoregio Zuidelijk Nieuw-Zeeland
201. Mariene ecoregio Snareseilanden
55. Mariene provincie Oost-Centraal Australisch Plat
202. Mariene ecoregio Tweed-Moreton
203. Mariene ecoregio Manning-Hawkesbury
56. Mariene provincie Zuidoostelijk Australische Plat
204. Mariene ecoregio Cape Howe
205. Mariene ecoregio Straat Bass
206. Mariene ecoregio Westelijk Straat Bass
57. Mariene provincie Zuidwestelijk Australische Plat
207. Mariene ecoregio Zuid-Australische Golven
208. Mariene ecoregio Grote Australische Bocht
209. Mariene ecoregio Leeuwin
58. Mariene provincie West-Centraal Australisch Plat
210. Mariene ecoregio Shark Bay
211. Mariene ecoregio Houtman

## Marien rijk Zuidelijke Oceaan
59. Mariene provincie Subantarctische Eilanden
212. Mariene ecoregio Macquarie-eiland
213. Mariene ecoregio Heard en McDonaldeilanden
214. Mariene ecoregio Kergueleneilanden
215. Mariene ecoregio Crozeteilanden
216. Mariene ecoregio Prins Edwardeilanden
217. Mariene ecoregio Bouveteiland
218. Mariene ecoregio Peter I-eiland
60. Mariene provincie Scotiazee
219. Mariene ecoregio Zuidelijke Sandwicheilanden
220. Mariene ecoregio Zuid-Georgia
221. Mariene ecoregio Zuidelijke Orkneyeilanden
222. Mariene ecoregio Zuidelijke Shetlandeilanden
223. Mariene ecoregio Antarctisch Schiereiland
61. Mariene provincie Continentaal Hoog Antarctica
224. Mariene ecoregio Oost-Antarctisch Wilkesland
225. Mariene ecoregio Oost-Antarctisch Enderbyland
226. Mariene ecoregio Oost-Antarctisch Koningin Maudland
227. Mariene ecoregio Weddellzee
228. Mariene ecoregio Amundsen/Bellingshausenzee
229. Mariene ecoregio Rosszee
62. Mariene provincie Subantarctisch Nieuw-Zeeland
230. Mariene ecoregio Bounty- en Antipodeneilanden
231. Mariene ecoregio Campbell Island
232. Mariene ecoregio Auckland Island